# Шыгырлы
Шыгырлы (каз. Шығырлы, до 2000 г. — Бородиновка) — село в Темирском районе Актюбинской области Казахстана. Входит в состав Аксайского сельского округа. Код КАТО — 155635100.

## Население
В 1989 году население села составляло 834 человек. Национальный состав: казахи — 48 %, чехи — 23 %. В 1999 году население села составляло 658 человек (324 мужчины и 334 женщины). По данным переписи 2009 года, в селе проживало 475 человек (243 мужчины и 232 женщины). По данным переписи 2021 года, в селе проживало 298 человек (165 мужчин и 133 женщин).
| Численность населения | Численность населения | Численность населения | Численность населения |
| 1989                  | 1999                  | 2009                  | 2021                  |
| --------------------- | --------------------- | --------------------- | --------------------- |
| 834                   | ↘658                  | ↘475                  | ↘298                  |